# Album of the Year
| Críticas profissionais                                                      | Críticas profissionais |
| Avaliações da crítica                                                       | Avaliações da crítica  |
| Fonte                                                                       | Avaliação              |
| --------------------------------------------------------------------------- | ---------------------- |
| Allmusic                                                                    | [ 1 ]                  |
| Entertainment Weekly                                                        | (B)                    |
| Spin                                                                        | [ 3 ]                  |
| Rolling Stone                                                               | [ 4 ]                  |
| Sputnikmusic                                                                | [ 5 ]                  |
| Esta tabela precisa de ser acompanhada por texto em prosa. Consulte o guia. |                        |

Album of the Year é o sexto álbum de estúdio e o último da banda Faith No More antes do hiato, lançado a 3 de Junho de 1997. Em 2020, a revista Metal Hammer o elegeu como um dos 20 melhores álbuns de metal de 1997.

## Faixas
1. "Collision" (Hudson/Patton) — 3:24
2. "Stripsearch" (Hudson/Patton/Bordin/Gould) — 4:29
3. "Last Cup of Sorrow" (Patton/Gould) — 4:12
4. "Naked in Front of the Computer" (Patton) — 2:08
5. "Helpless" (Patton/Bordin/Gould) — 5:26
6. "Mouth to Mouth" (Hudson/Patton/Bordin/Gould) — 3:48
7. "Ashes to Ashes" (Hudson/Patton/Bordin/Gould/Bottum) — 3:37
8. "She Loves Me Not" (Patton/Bordin/Gould) — 3:29
9. "Got That Feeling" (Patton) — 2:20
10. "Paths of Glory" (Hudson/Patton/Bordin/Gould/Bottum) — 4:17
11. "Home Sick Home" (Patton) — 1:59
12. "Pristina" (Patton/Gould) — 3:51
13. "The Big Kahuna" — 3:07

- - Faixa bónus na versão Japonesa

1. "Light Up and Let Go" — 2:20

- - Faixa bónus na versão Japonesa

### Edição limitada
1. "Last Cup of Sorrow" (Rammstein Mix) — 4:23
2. "Ashes to Ashes" (Hardknox Alternative Mix) — 6:47
3. "She Loves Me Not" (Spinna Crazy Club Mix) — 4:41
4. "Last Cup of Sorrow" (Sharam VS FNM Club Mix) — 7:24

## Singles
| Ano                        | Título               | Posição | Posição | Posição | Posição | Posição | Posição | Posição | Posição | Posição | Posição | Posição |
| Ano                        | Título               | US Main | AUS     | FIN     | NOR     | NZ      | SUI     | UK      |         |         |         |         |
| -------------------------- | -------------------- | ------- | ------- | ------- | ------- | ------- | ------- | ------- | ------- | ------- | ------- | ------- |
| 1997                       | "Ashes to Ashes"     | 23      | 8       | 7       | 14      | 39      | 50      | 15      |         |         |         |         |
| 1997                       | "Last Cup of Sorrow" | 14      | 66      | —       | —       | 32      | —       | 51      |         |         |         |         |
| 1997                       | "Stripsearch"        | —       | 83      | —       | —       | —       | —       | —       |         |         |         |         |
| "—" não chegou às tabelas. |                      |         |         |         |         |         |         |         |         |         |         |         |

## Créditos
- Mike Patton — Vocal
- Jon Hudson — Guitarra
- Billy Gould — baixo, produtor
- Roddy Bottum — Teclados
- Mike Bordin — Bateria